# Залесе-Крулевське
Залесе-Крулевське (пол. Zalesie Królewskie, нім. Königlich Salesche) — село в Польщі, у гміні Свекатово Свецького повіту Куявсько-Поморського воєводства.
Населення — 422 особи (2011).
У 1975-1998 роках село належало до Бидгощського воєводства.

## Демографія
Демографічна структура станом на 31 березня 2011 року:
|          | Загалом | Допрацездатний вік | Працездатний вік | Постпрацездатний вік |
| -------- | ------- | ------------------ | ---------------- | -------------------- |
| Чоловіки | 217     | 48                 | 147              | 22                   |
| Жінки    | 205     | 46                 | 115              | 44                   |
| Разом    | 422     | 94                 | 262              | 66                   |